# Stellaria palustris
Stellaria palustris là loài thực vật có hoa thuộc họ Cẩm chướng. Loài này được Ehrh. ex Retz. miêu tả khoa học đầu tiên năm 1795.